# Pfarrkirche Seeboden

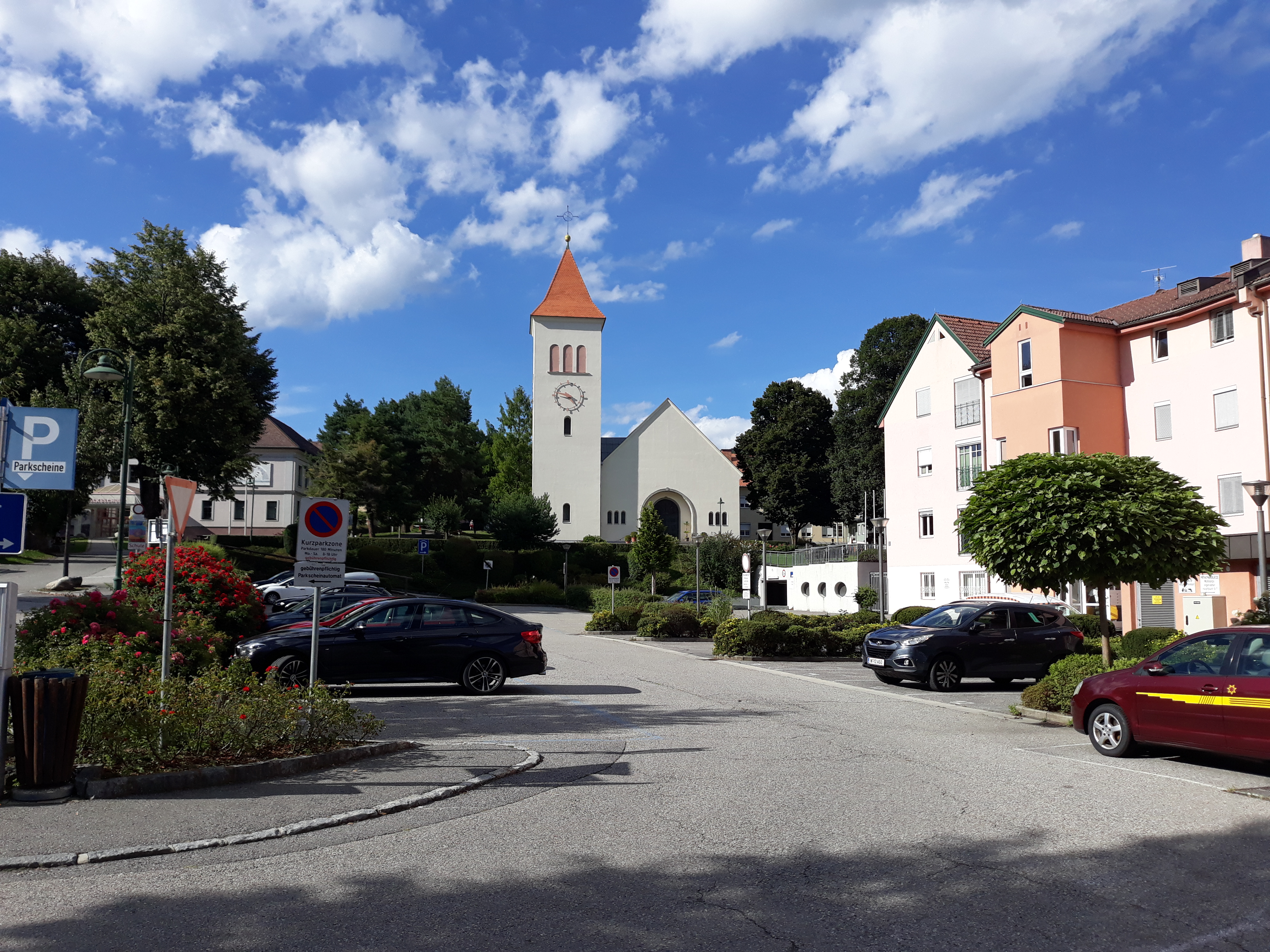
Katholische Pfarrkirche Hl. Herz Jesu, Friedens- und Versöhnungskirche in Seeboden

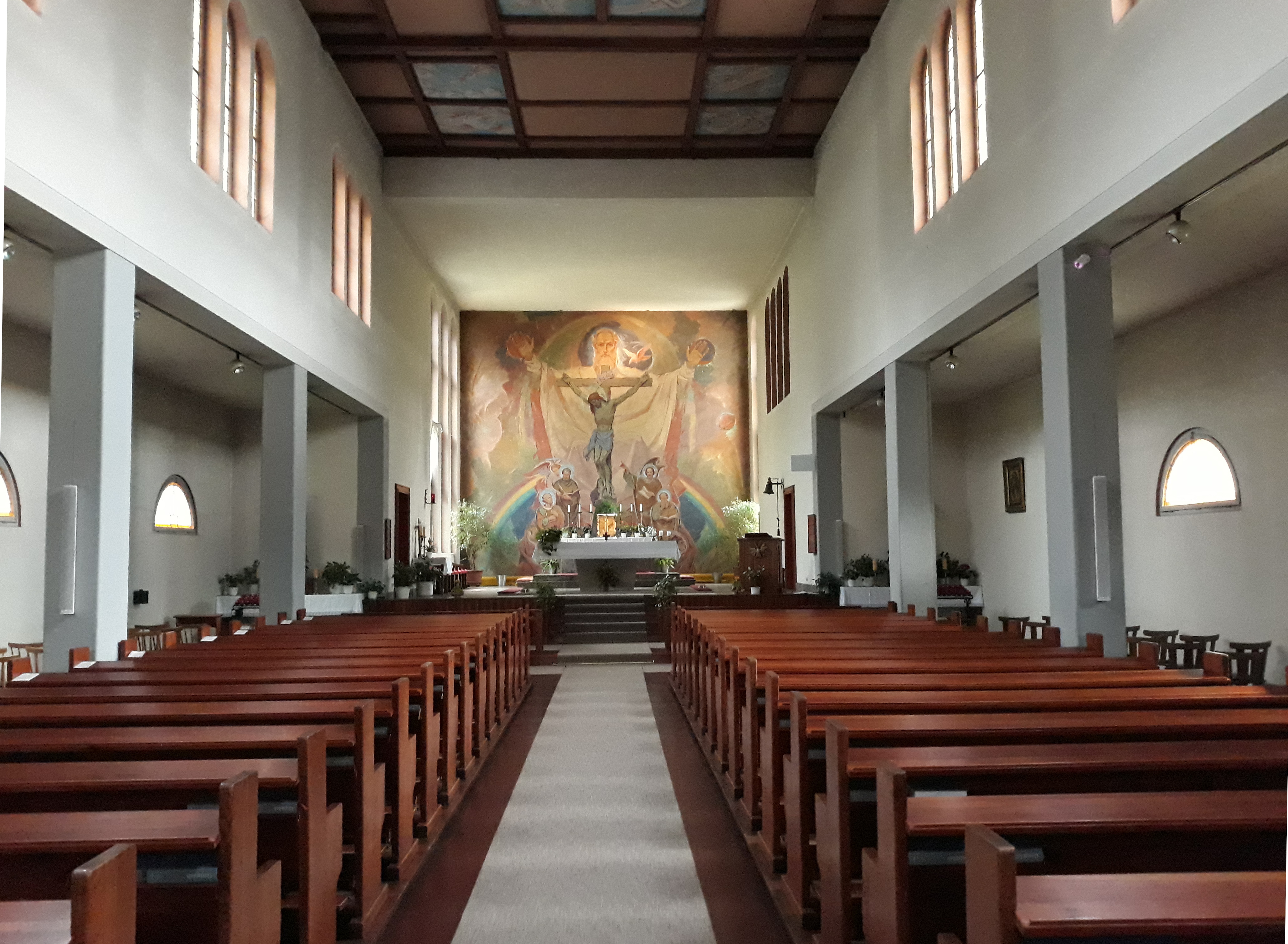
Langhaus, Blick zum Chor

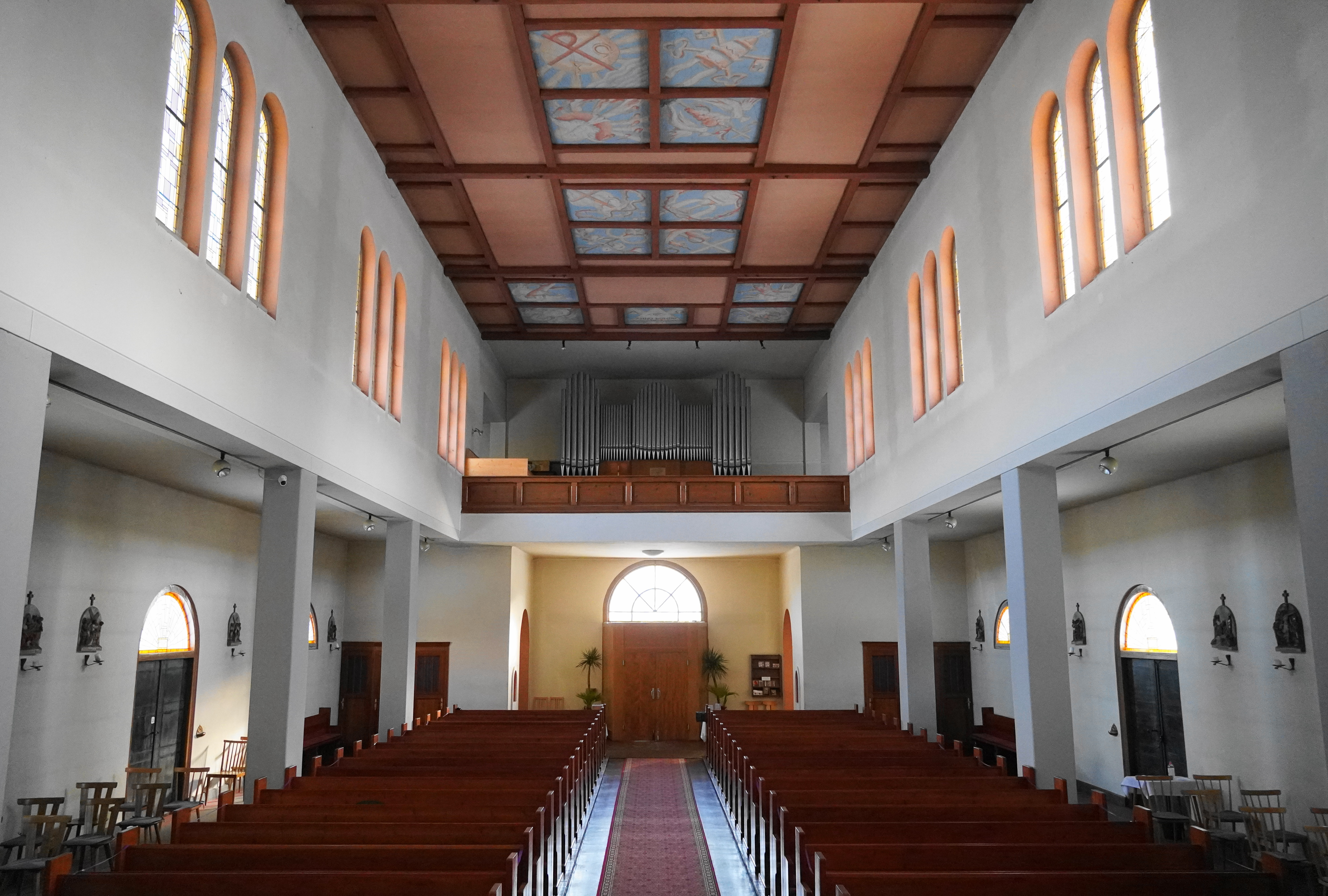
Langhaus, Blick zur Empore

Die römisch-katholische Pfarrkirche Seeboden steht in der Marktgemeinde Seeboden am Millstätter See im Bezirk Spittal an der Drau in Kärnten. Die dem Patrozinium Heiligstes Herz Jesu unterstellte Pfarrkirche gehört zum Dekanat Gmünd-Millstatt in der Diözese Gurk-Klagenfurt. Die Kirche und der Pfarrhof stehen unter Denkmalschutz (Listeneintrag).

## Geschichte
Die Kirche wurde 1951/1952 nach den Plänen der Architekten Hilde von Baravalle und Max Wochinz erbaut. Die Kirche wurde 1964 zur Pfarrkirche erhoben.

## Architektur
Das Kirchenäußere zeigt ein Langhaus in Nord-Süd-Richtung, der Turm steht seitlich bei der Eingangsfront. Östlich schließt der Pfarrhof an. Das basilikale Langhaus hat Rundbogenfenster in der Tradition neuromanischer Kirchen des frühen 20. Jahrhunderts.
Das Kircheninnere zeigt ein weitläufiges Langhaus unter einer Flachdecke und schließt mit einer hellen geraden Altarwand ab. Die Altarwand zeigt die Wandmalerei Gnadenstuhl von Peter Brandstätter. Das Deckengemälde zeigt in 20 Feldern christliche Symbole von Hilde von Baravalle 1952. Die Orgel wurde 1962 von Rudolf Novak, Klagenfurt gefertigt.